# Малайсары (Павлодарская область)
Малайсары (каз. Малайсары, до 1994 года — Кирово) — село в Майском районе Павлодарской области Казахстана. Расположено в 127 км к юго-востоку от областного центра — Павлодара и в 13 км к юго-востоку от районного центра — села Коктобе. Административный центр Малайсаринского сельского округа. Код КАТО — 555651100. Названо в честь казахского батыра Малайсары Токтауылулы.
Село было центральной усадьбой бывшего овцеводческого совхоза имени Кирова, образованного в 1962 году на базе колхозов.

## Население
В 1985 году в селе проживало 1502 человек. В 1999 году население села составляло 1012 человек (516 мужчин и 496 женщин). По данным переписи 2009 года, в селе проживали 692 человека (341 мужчина и 351 женщина).